# Radim (jméno)
Radim je mužské křestní jméno slovanského původu (Radimir – raděti/starat se o mir/shromáždění). Podle českého kalendáře má svátek 25. srpna.

## Statistické údaje
Následující tabulka uvádí četnost jména v ČR a pořadí mezi mužskými jmény ve srovnání dvou roků, pro které jsou dostupné údaje MV ČR – lze z ní tedy vysledovat trend v užívání tohoto jména:
| Rok       | Četnost    | Pořadí      |
| 1999      | 17 057     | 49.         |
| 2002      | 17 472     | 49.         |
| Porovnání | o 415 více | žádná změna |
| 2006      | 18 605     | 48.         |

Změna procentního zastoupení tohoto jména mezi žijícími muži v ČR (tj. procentní změna se započítáním celkového úbytku mužů v ČR za sledované tři roky 1999–2002) je +3,2%, což svědčí o nárůstu obliby tohoto jména.
Domácky Radimek, Ráďa.